# Bath (New York)
Bath ist eine Stadt im Steuben County des Bundesstaates New York in den Vereinigten Staaten. Im Jahre 2010 hatte Bath 12.379 Einwohner. Der größte Stadtteil ist das Village of Bath, das 5786 Einwohner zählt und County Seat des Steuben County ist.
Es ist heute nicht mehr bekannt, ob die Stadt nach Bath in England oder nach Lady Bath, der Tochter eines Grundbesitzers, benannt ist.
Bath liegt in der touristisch beliebten Region der Finger Lakes, eiszeitlicher Seen im Westen des Staates New York.
Richard Russos Buch „Nobody’s Fool“ (1993) und der gleichnamige Film (1994) wählten einen Ort namens North Bath als Ort der Handlung, der allerdings in Anlehnung an Ballston Spa beschrieben wurde.

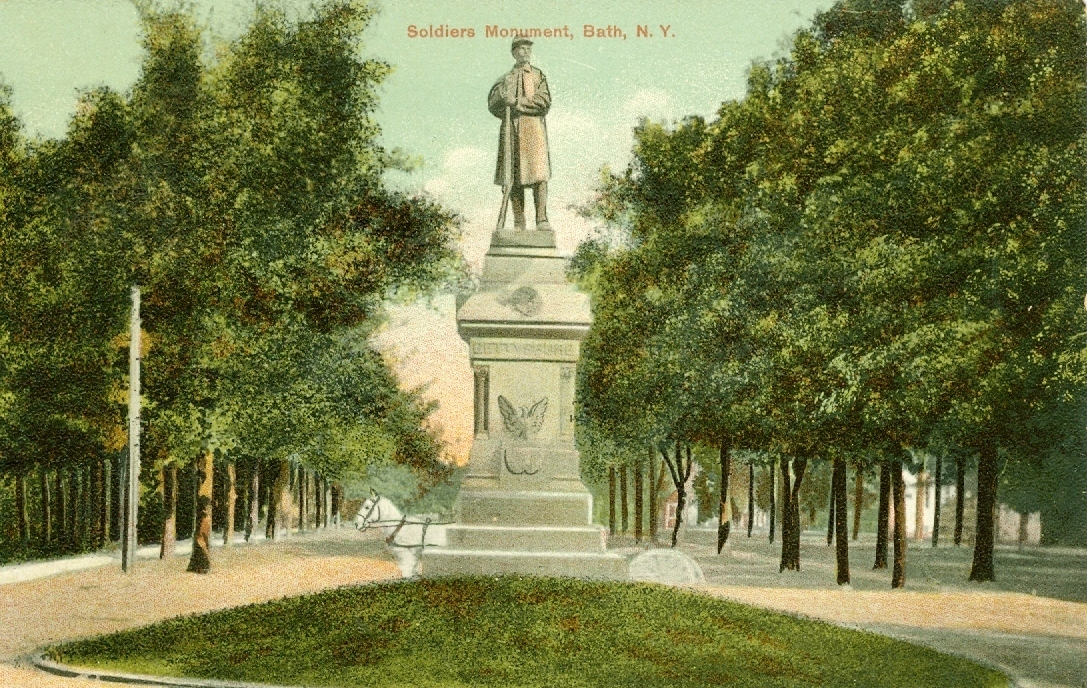
Bath Soldiers Monument
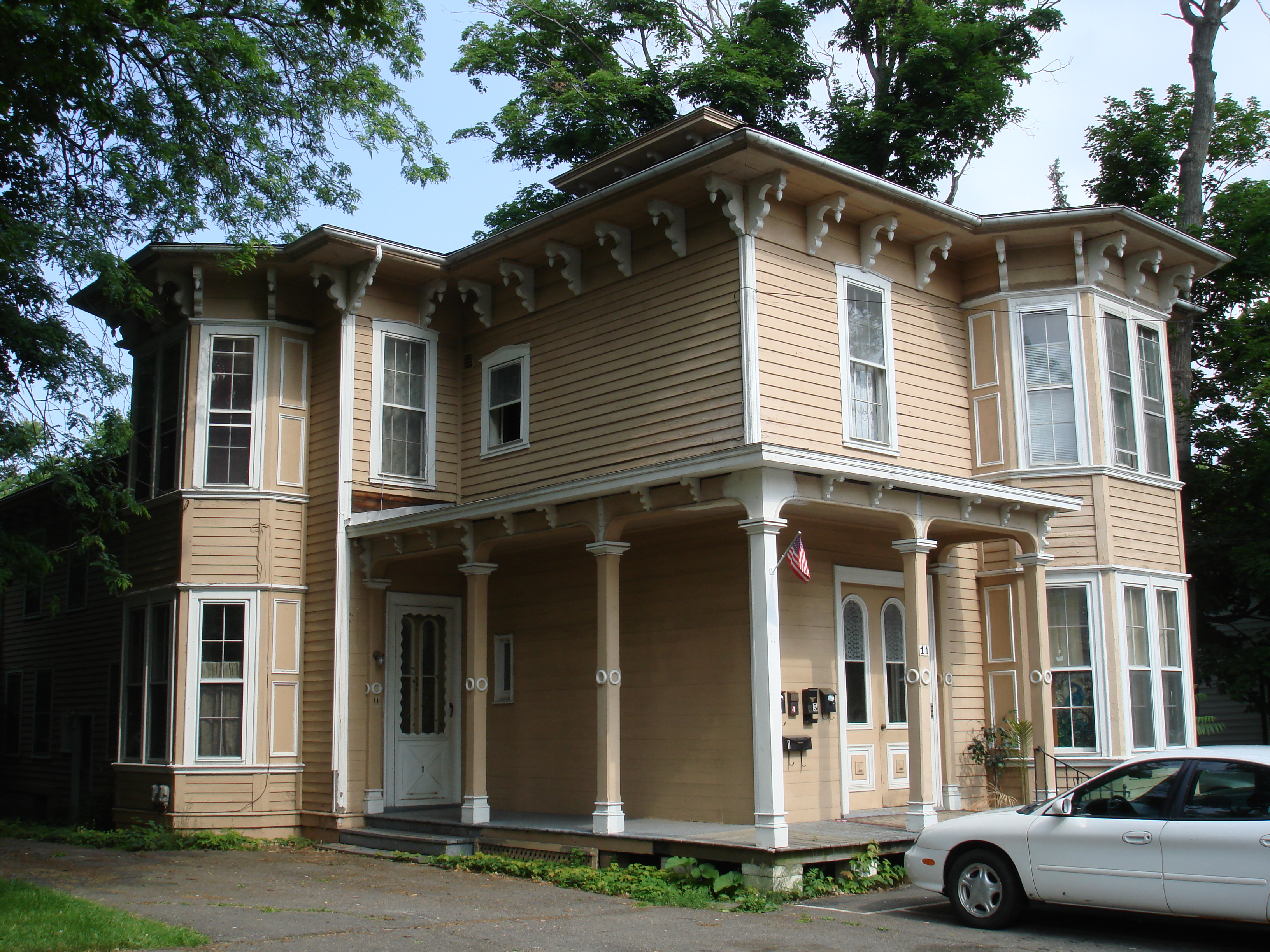
Viktorianisches Haus in Bath

## Söhne und Töchter der Stadt
- Frank Campbell, Politiker
- Robert Campbell, Politiker
- Frank Fernando Jones, Politiker
- Randy Kuhl, Politiker
- Edwin S. Underhill, Politiker
- Justin Rice Whiting, Politiker